# TT359
TT359 (Theban Tomb 359) è la sigla che identifica una delle Tombe dei Nobili ubicate nell'area della cosiddetta Necropoli Tebana, sulla sponda occidentale del Nilo dinanzi alla città di Luxor, in Egitto. Destinata a sepolture di nobili e funzionari connessi alle case regnanti, specie del Nuovo Regno, l'area venne sfruttata, come necropoli, fin dall'Antico Regno e, successivamente, sino al periodo Saitico (con la XXVI dinastia) e Tolemaico.

## Titolare
TT359 era la tomba di:
| Titolare | Titolo | Necropoli      | Dinastia/Periodo | Note                       |
| -------- | --- | -------------- | ---------------- | -------------------------- |
| Inerkhau | Caposquadra del Signore delle Due Terre nel Luogo della Verità; Direttore delle opere del Signore delle Due Terre | Deir el-Medina | XIX -XX dinastia | titolare anche della TT299 |

## Biografia
Letteralmente, Inerkhau significa "Inhert appare"; suo padre fu Hay, a sua volta Caposquadra nel Luogo della Verità; Wabet (letteralmente "la pura"), Cantatrice di Amon e Cantatrice di Hathor, fu il nome della moglie; Kenna, Harmin e Harmosi i nomi di alcuni dei suoi figli. Nonno di Inerkhau era, verosimilmente, Qeh (o Qaha) (TT360), mentre Huy (TT361) era un suo prozio.

## La tomba
TT359 appartiene all'ultimo periodo di realizzazione delle tombe nell'area; queste presentano decorazioni molto rare, ridotte e di minor qualità. Se un tale decadimento sia dovuto a minor qualità delle maestranze o a periodi di incertezza politica non è dato di sapere. A Inerkhau sono attestate due distinte tombe, la TT299 e la TT359; per entrambe le sepolture, caso raro nel panorama delle tombe tebane, è noto il nome degli artisti che provvidero a decorarle: Hormin e Nebnefer. La TT359, molto malridotta, è tuttavia l'unica ancora accessibile e si ritiene fosse destinata ad accogliere i familiari mentre la TT299 era destinata allo stesso Inerkhau.
TT359 fa parte di un complesso che comprende anche le tombe TT360 e TT361, rispettivamente di Qaha (o Qeh) molto probabilmente nonno di Inerkhau, e Huy, suo prozio, forse padre di Qaha, talché appare difficile trattarle separatamente; le tre sepolture, e le rispettive cappelle sormontate da piramidi, si aprivano su una vasta terrazza artificiale di 28 m (asse nord-sud) per 14 m (asse est-ovest nella sua massima profondità), che soprelevava il piazzale di circa 4 m sull'area circostante. Della cappella di Qaha (TT360) non restano che labili tracce per crolli intervenuti dopo la sua scoperta; è tuttavia noto che le decorazioni parietali di questa fossero di miglior fattura rispetto alla TT359 di Inerkhau e vennero paragonate a quelle della TT217 di Ipuy. Dinanzi all'ingresso della TT359, che si sviluppa principalmente con un appartamento sotterraneo, si apre un cortile che appartiene, tuttavia, alla sepoltura di Qaha, come attestato da due stele ("A" e "B" di colore rosso in planimetria) che a lui fanno espresso riferimento e che si trovano sotto un porticato largo circa 5 m e profondo 2,65. Da tale porticato si accede, per il tramite di due porte, ad altrettanti locali che costituiscono le pertinenze della TT359 di Inerkhau; il primo, a sinistra, si sviluppa per 1,80 m x 1,60 e la decorazione parietale, che pure doveva esistere visti alcuni minimi frammenti, è oggi inesistente; nel secondo locale, più ampio del precedente e che a sua volta accoglieva dipinti parietali non più esistenti, si apre il pozzo che adduce all'appartamento sotterraneo della TT359 dal quale, ugualmente, si può accedere all'area sotterranea della TT360. Si ritiene che, in origine, quando esisteva la sola TT360, qui si aprisse una scala che portava al piano circostante su cui, come detto, la piattaforma si eleva. Si ritiene altresì che Inerkhau abbia inizialmente proceduto alla realizzazione della TT359, a nord dei complessi dei suoi antenati, e che poi, verosimilmente dopo la sua promozione ad un rango superiore, si sia concesso la seconda sepoltura caratterizzata dalla sigla TT299 destinando la precedente TT359 a sepoltura dei suoi familiari.
L'accesso all'appartamento funerario sotterraneo di Inerkhau avviene per il tramite di un pozzo verticale, profondo circa 4 m, che si trova alle spalle del portico del cortile di Qaha. Da qui un corridoio in discesa porta a quella che è possibile indicare come prima camera del complesso di Inerkhau, questa contrassegnata in planimetria dalla lettera "F" in colore nero, è lunga 4,70 m, larga 2,05 e alta, al sommo del tetto, circa 2 m. Una scala di quattro gradini nell'angolo nord-ovest adduce alla camera "G" lunga 4,85 m e larga 2,30, con il soffitto nella sua parte più alta a 2,17 m. Entrambe le camere erano state scavate nella roccia; le pareti vennero ricoperte di mattoni di fango e intonacate con limo mescolato a polvere gialla di deposito alluvionale; il tutto venne quindi imbiancato con gesso. La camera "H", di forma irregolare, e probabilmente non ultimata, era destinata verosimilmente ad essere utilizzata come deposito per le suppellettili funerarie. In linea generale le tre camere funerarie, non destinate ad essere frequentate dai vivi, ma solo dal defunto, presentano scene parietali connesse alla sola vita dell'aldilà essendo le scene di vita giornaliera destinate alla parte pubblica, ovvero alla cappella che, nel caso di Inerkhau, è totalmente illeggibile.
- Decorazioni della camera "F"[8]:

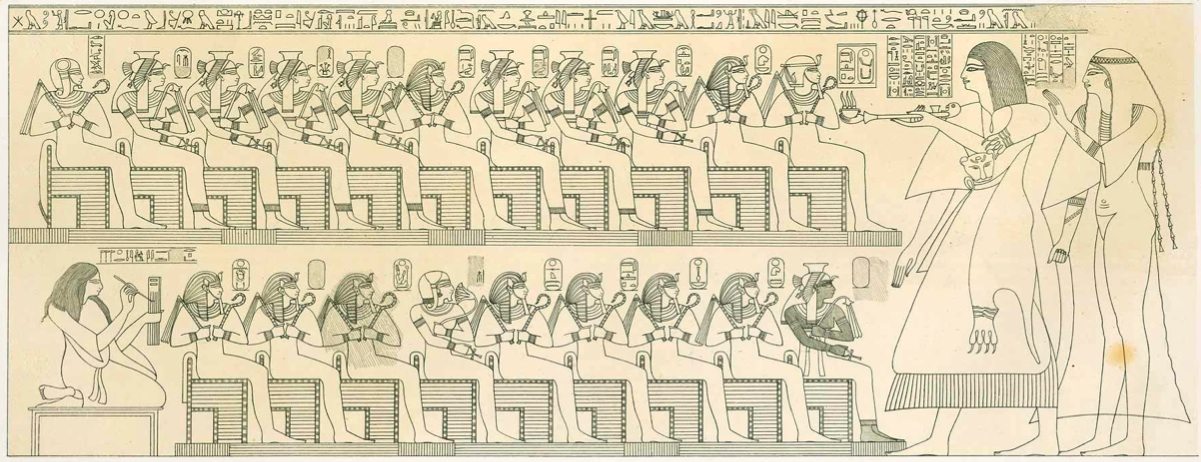
Parete sud-est della camera "F" in una copia di Lepsius (n. 4 nero in planimetria)

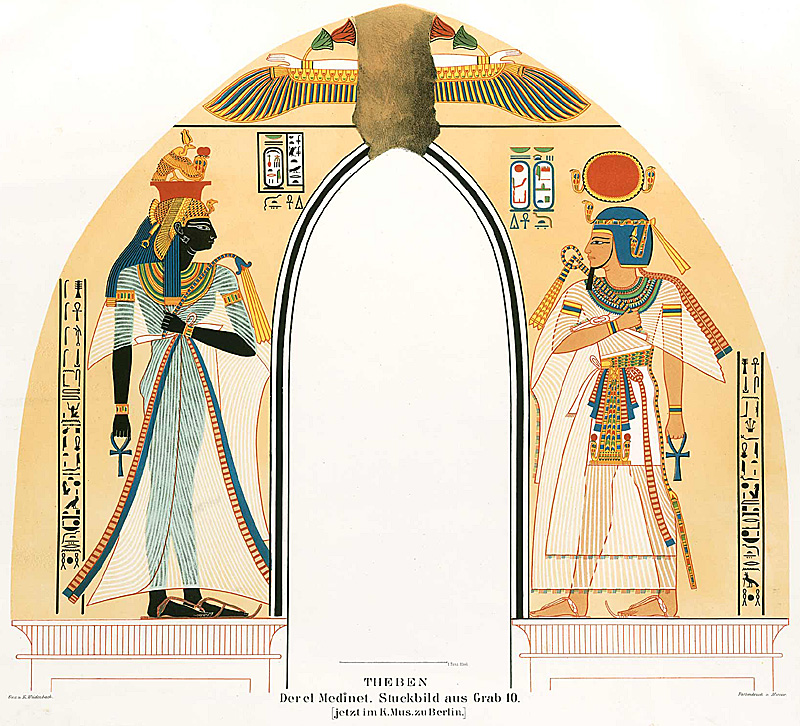
Le pareti laterali di una porta con la regina Ahmose Nefertari a sinistra e il re Amenhotep I a destra (nn. 9-10 neri in planimetria)

  - (1 nero in planimetria) resti di testi di offertorio del defunto, della moglie e dei figli Kenna e Harmosi ;
  - (2) il dio Anubi rappresentato come sciacallo;
  - (3) nella parte alta la dea Iside alata; in basso su due registri sovrapposti, il defunto e la moglie inginocchiati adorano Hathor rappresentata come vacca sacra; brani tratti dal Libro delle Porte e il defunto e la moglie in adorazione di una divinità nuda e di geni guardiani armati di coltello;
  - (4) resti di una scena con il defunto, che porge un incensiere, e la moglie, che indossa un abito trasparente, in presenza di una fila di re, regine e principi; alla fine della fila inferiore il pittore Huy[N 15];
  - (5) in alto resti di una Nephtys alata, con Osiride, Iside e un'altra divinità femminile;
  - (6-7) in due registri otto scene: brani dal Libro delle Porte; il defunto a bordo di una barca; il defunto e la moglie intenti in un gioco; il defunto, la moglie e una fila di parenti in atto di offertorio su un braciere; parenti in offertorio al defunto e alla moglie; il defunto e la moglie in barca con un figlio (?).
- Decorazioni della camera "G":
  - (8) il defunto con il figlio Harmin e la moglie con una piccola figlia;
  - (9-10) sui ritti di una porta, le figure di Ahmose Nefertari e Amenhotep I (oggi presso il Ägyptisches Museum und Papyrussammlung di Berlino, cat. 2060-1);
  - (11) in tre registri sovrapposti diciassette scene: il defunto mentre lascia la tomba; il defunto, la moglie e un figlio in barca; il defunto, assistito da Thot prega Osiride; scena di Confessione negativa; il defunto accompagnato da una divinità maschile verso un lago di fuoco; due barche divine, di cui una contenente la testa di un falco; quattro regioni mitologiche; il defunto inginocchiato adora un fiore di loto; il defunto inginocchiato adora le Anime di Pe e Nekhen; il defunto in adorazione dell'uccello Benu; il defunto inginocchiato adora Horus rappresentato come falco; un gatto che uccide un serpente[N 16]; due figli con un braciere; sei preti con vasi globulari da offerte; un arpista e un cantante;
  - (12) in tre registri, sulla parete opposta, quattordici scene: il defunto adora un ba; il defunto adora Ptah; il defunto adora varie altre divinità; un dio dalla testa di falco opera sulla mummia la Cerimonia di apertura della bocca; il Kha fronteggia il defunto seduto; il defunto e la moglie seduti dinanzi a una tavola di cibarie; un prete con un bastone terminante con testa di ariete, seguito da cinque coppie, dinanzi al defunto e alla moglie assisi; un Profeta di Osiride seguito da due uomini e una donna offre una statuetta di Osiride e una scatola per ushabty al defunto e alla moglie;
  - (13) una doppia scena rappresentante il defunto con il figlio Kenna dinanzi a Osiride e con il figlio Harmin dinanzi a Ptah.
- Camera "H": è appena sbozzata nella roccia e non ha mai ricevuto dipinti parietali.

La tomba all'atto della scoperta era ingombra di macerie (considerando anche che i saccheggiatori vi erano penetrati dall'alto, sfondando il tetto della sala "F"); nel cortile antistante, il portico di Qaha, vennero rinvenuti: parte inferiore di stipiti della porta di accesso alla cappella di TT359, con supplica alla dea Mertseger, protettrice dei lavoratori di Deir el-Medina, nonché a Osiride e Anubi; due altri stipiti con geroglifici blu su sfondo giallo oro; frammenti di architravi e porte; frammenti di una stele con Thot e Mertseger (non è sicura l'appartenenza alla TT359); parte superiore di una stele con scena di processione e trasporto della statua di Amenhotep I (oggi al Louvre, cat. 538).

### Annotazioni
1. ↑  La numerazione dei locali e delle pareti segue quella di Porter e Moss 1927, p. 416.
2. ↑  Per differenziare le tre tombe che insistono nell'area, le numerazioni relative sono riportate in differente colore: nero per la TT359; rosso per la TT360; azzurro per la TT361.
3. ↑  La prima numerazione delle tombe, dalla numero 1 alla 252, risale al 1913 con l'edizione del "Topographical Catalogue of the Private Tombs of Thebes" di Alan Gardiner e Arthur Weigall. Le tombe erano numerate in ordine di scoperta e non geografico; ugualmente in ordine cronologico di scoperta sono le tombe dalla 253 in poi.
4. ↑  I campi della Duat, ovvero l'aldilà egizio, si trovavano, secondo le credenze, proprio sulla riva occidentale del grande fiume.
5. ↑  Nella sua epoca di utilizzo, l'area era nota come "Quella di fronte al suo Signore" (con riferimento alla riva orientale, dove si trovavano le strutture dei Palazzi di residenza dei re e i templi dei principali dei) o, più semplicemente, "Occidente di Tebe".
6. ↑  le Tombe dei Nobili, benché raggruppate in un'unica area, sono di fatto distribuite su più necropoli distinte.
7. ↑  Le note, sovente di inquadramento topografico della tomba, sono tratte, fino alla TT252, dal "Topographical Catalogue" di Gardiner e Weigall, ed. 1913 e fanno perciò riferimento alla situazione dell'epoca.
8. ↑  TT359 di Inerkhau, TT360 di Qaha e TT361 di Huy, fanno parte di un unico complesso.
9. ↑  Durante il regno di Ramses III si svolse uno dei primi scioperi di cui si abbia notizia (il c.d. Papiro dello sciopero si trova oggi al Museo Egizio di Torino). Ancora, sotto il regno del III Ramses si tenne una congiura nel corso della quale lo stesso Faraone venne verosimilmente ucciso. Gli atti del processo conseguente sono conservati nel Papiro giuridico di Torino.
10. ↑  Studi stilistici hanno evidenziato come i lavori svolti da Hormin siano meglio realizzati rispetto a quelli attribuiti a Nebnefer
11. ↑  L'area di Deir el-Medina, in cui la realizzazione delle sepolture era iniziata con la XVIII dinastia, era ormai satura; perciò stesso, ad esempio, nell'area del cortile di Qaha e nell'area antistante la TT361, sono state rinvenute tracce di precedenti sepolture più antiche, risalenti alla XVIII dinastia, su cui venne verosimilmente innalzata la piattaforma che ospita le tre tombe di famiglia.
12. ↑  L'indicazione delle camere inizia con la lettera "A" (rossa in planimetria) che è, tuttavia, pertinenza della TT360 di Qaha. Le denominazioni della TT359 comprendono, perciò, le camere "F", "G" e "H" in colore nero nella planimetria.
13. ↑  Si tratta della scena indicata, nella planimetria, dal numero 4 di colore nero: il defunto, che veste una pelle di pantera, e la moglie sono dinanzi a una doppia fila di re, regine e principi. Nella fila superiore, tre re e sette regine; da destra verso sinistra: Amenhotep I; Ahmose I; Ahhotep I; Ahmose Meritamon; Sitamon; Siamon (?); Ahmose-Henuttamehu; Ahmose-Tumerisi; Ahmose-Nebetta; Ahmose-Sipairy (unico non caratterizzato da un cartiglio e rappresentato come fanciullo reale, con la treccia laterale). Nella fila inferiore, sette re, un principe e una regina; da destra verso sinistra: Ahmose Nefertari; Ramses I; Mentuhotep II; Amenhotep II; Seqenenra Ta'o; Ramose (?); Ramses IV; (?); Thutmosi I. Al termine della fila inferiore, a sinistra, è rappresentato il pittore Huy, antenato di Inerkhau, che accovacciato su una piattaforma sta eseguendo il disegno. È questo uno dei rari casi di decorazione firmata delle tombe tebane. Di tale personaggio sopravvive, oggi, solo una minima parte inferiore.
14. ↑  Benché non risulti che la regina Ahmose Nefertari fosse nubiana, viene qui, e nella scena parietale in presenza dei re, rappresentata con carnagione nera. Considerata per secoli protettrice e benefattrice degli artigiani di Deir el-Medina, si ritiene che la colorazione nera voglia richiamare il colore del fertile limo nilotico, simbolo di rigenerazione.
15. ↑  Benché della scena non restino oggi che poche tracce, ne conosciamo comunque lo sviluppo grazie a una riproduzione eseguita da Karl Richard Lepsius. Si tratta, tuttavia di un rarissimo esempio di immagine parietale "firmata" dall'autore Huy.
16. ↑  Si tratta, in realtà, del combattimento tra Ra, rappresentato dal gatto, e il serpente Apopi. Apopi era l'oscuro nemico del dio-sole Ra, portatore della luce e garante di Maat, che cercava ogni giorno di impedire al sole di sorgere minacciandolo durante il suo viaggio attraverso la Duat sulla barca notturna, Mesektet.
17. ↑  La parte inferiore di tale stele potrebbe essere identificata con un reperto oggi al Museo di Marsiglia (cat. 38).

### Fonti
1. ↑  Gardiner e Weigall 1913.
2. ↑  Donadoni 1999,  p. 115.
3. ↑  Porter e Moss 1927, p. 420.
4. ↑  Porter e Moss 1927,  p. 380.
5. 1 2  Bruyere 1930,  pp. 32-70.
6. 1 2 3 4  (EN) Le tombe TT359 e TT299 di Inerkhau:, su osirisnet.net. URL consultato il 03.12.2018.
7. ↑  Porter e Moss 1927,  pp. 420-421.
8. ↑  Porter e Moss 1927,  pp. 422-423.
9. ↑  Porter e Moss 1927,  pp. 421-424.
10. ↑  Bruyere 1930.